# Marmontova ulica
Marmontova ulica u Splitu nastala je za vrijeme kratkotrajne francuske uprave u Dalmaciji u trajanju od 1806. do 1813. godine. Predstavlja prvu planski izgrađenu pravocrtnu ulicu nakon ortogonalne ulične mreže Dioklecijanove palače, s čijom je ulicom cardo paralelna te iste orijentacije sjever-jug.
Riječ je o radikalnom potezu u heterogenu strukturu slojevitog gradskog tkiva, nastalom na mjestu rušenja zapadnog dijela sedamnaestostoljetnog bedema i dijela srednjovjekovne gradske strukture. Tijekom 19. i u prvoj polovici 20. stoljeća ulica prolazi kroz formalno i funkcionalno oblikovanje, kada se prvo duž istočne, a zatim zapadne strane, podižu arhitektonska zdanja u različitim stilovima, visinskim odnosima te konačnim funkcijama. Neke od namjena još su uvijek prisutne u ulici, od kojih ribarnica i sumporno kupalište imaju najdužu tradiciju djelovanja. U 20. stoljeću s porastom broja stanovništva i prometa u Splitu, javljaju se regulacijski planovi s ciljem razvoja grada prema sjeveru. Oni uključuju i Marmontovu ulicu, tako da planiraju i provode proboj kroz sjeverni zid bastiona Priuli, čime se ulica produžuje i postaje jedna od glavnih prometnica u gradu. Pri proboju je aktualiziran problem valorizacije i zaštite gradskog obrambenog sustava, što je potaknuto radovima koji nisu poštovali konzervatorske smjernice, ostavljajući preveliki proboj, oštećene i nedefinirane rubove sjevernog zida bastiona Priuli. Pokušaj revitalizacije tog prostora dao je 1958. godine arhitekt Boris Kalogjera u sklopu plana Novog gradskog centra, no izveden je samo dio projekta, izgradnja poslovno-uslužnog kompleksa u zapadnom dijelu bastiona. Tek 1996. godine ulica se prenamjenjuje u pješačku zonu, kada dobiva današnji izgled prema projektu arhitekta Vjekoslava Ivaniševića. Tada je definiran i istočni dio bastiona, dobivši funkciju odmorišta, ali rubovi sjevernog zida bastiona još uvijek ostaju nedovršeni. Do danas je adaptiran kompleks u zapadnom dijelu te je zapadni zid uređen „zakrpom“ koja odudara od ostatka zida materijalom i tehnikom izvedbe. Marmontova ulica jedna je od povijesno, urbanistički i funkcionalno najvažnijih ulica u gradu Splitu, te kao takva treba biti predmet konzervatorskog zanimanja.
Na njoj je se nalazi jedinstvena zgrada ribarnice, prekrasne secesijske zgrade Duplančić (na križanju s Tončićevom) i Tončić, dok joj sjeverni dio kroz mletački bastion, uvire u arhitekturu HNK i crkve Gospe od Zdravlja, na njoj su i dva najpopularnija izložbena prostora u gradu, Salon Galić i Galerije fotografije, iz te se ulice ulazi na Prokurative kroz nekoliko prolaza.
Ulica nosi naziv francuskog maršala Augustea Marmonta.